# Sh2-157
De Kreeftenklauwnevel (Sharpless 157), is een heldere emissienevel in het sterrenbeeld Cassiopeia op een afstand van ongeveer 8.000 lichtjaar. Het hele gebied is ongeveer 60' aan de hemel en bevindt zich in de Perseusarm. Het helderste deel wordt Sh2-157a of LBN537 genoemd. Het gebied is in 1959 ontdekt door de Amerikaanse astronoom Stewart Sharpless (1926-2013).